# Le Témoin à abattre (film, 1955)
Pour plus de détails, voir Fiche technique et Distribution.
Le Témoin à abattre (Illegal) est un film américain réalisé par Lewis Allen et sorti en 1955.

## Fiche technique
- Titre original : Illegal

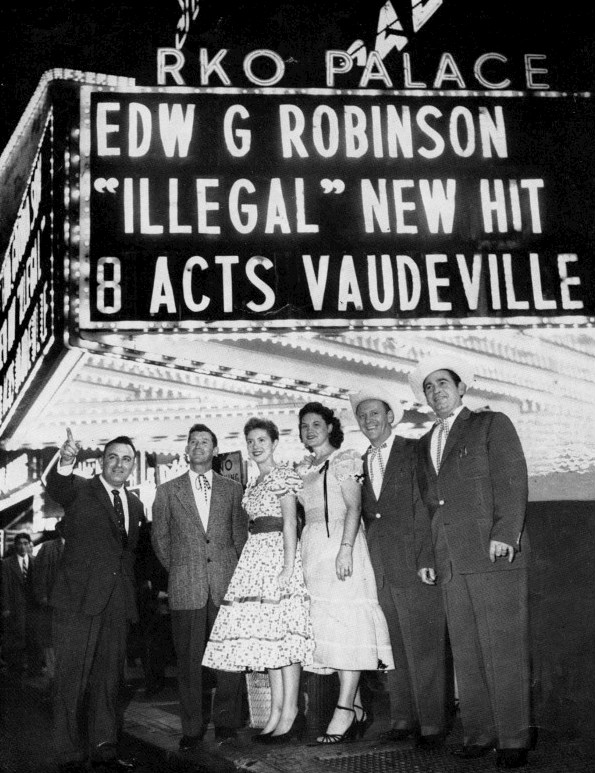
Le film à l'affiche d'un cinéma à New York.

- Titre français : Le Témoin à abattre
- Réalisation : Lewis Allen
- Scénario : W. R. Burnett James R. Webb d'après Frank J. Collins
- Musique : Max Steiner
- Direction artistique : Stanley Fleischer
- Décors : William Wallace
- Photographie : J. Peverell Marley
- Montage : Thomas Reilly
- Production : Frank P. Rosenberg
- Société(s) de production : Warner Bros
- Pays de production :  États-Unis
- Langue originale : anglais
- Format : noir et blanc
- Genre : policier
- Durée : 88 minutes
- Dates de sortie :
  - États-Unis : 5 octobre 1955
  - France : 16 mars 1956
  - Royaume-Uni : 6 janvier 1956
- Classification (facult.)

## Distribution
- Edward G. Robinson : Victor Scott
- Nina Foch : Ellen Miles
- Hugh Marlowe : Ray Borden
- Jayne Mansfield : Angel O'Hara
- Albert Dekker : Frank Garland
- Ellen Corby : Miss Hinkel